# Лусон (пролив)
Лусо́н — пролив, соединяющий Филиппинское море в западной части Тихого океана и Южно-Китайское море, между Тайванем и Лусоном на Филиппинах.
Ширина пролива примерно 250 км. В проливе расположены острова Батан одноимённой провинции (в том числе и самая северная точка Филиппин — Мавулис) и острова Бабуян провинции Кагаян.
Пролив разделяется на несколько более мелких проливов. Проход Бабуян отделяет Лусон от островов Бабуян, которые отделены от островов Батан проливом Балинтанг. Острова Батан отделены от Тайваня проливом Баши.
Пролив важен для судоходства. Морские суда из обеих Америк используют данный маршрут для плавания в различные порты Восточной Азии. Через Лусонский пролив проложено много подводных коммуникационных кабелей. Данные кабели используются для обмена данными и оказания телефонных услуг в Китае, Гонконге, Японии и Южной Корее.